# Halifax (Yorkshire del Oeste)
Halifax es una ciudad en Yorkshire del Oeste, Inglaterra. La ciudad creció alrededor de la industria de la lana durante la revolución industrial. La ciudad tenía una población de 82 056 habitantes para el censo de 2004. Está hermanada con la ciudad alemana de Aquisgrán desde 1979.

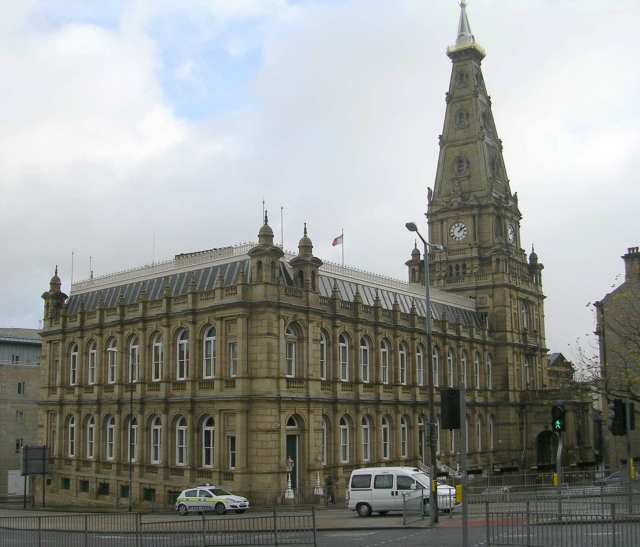
Ayuntamiento de Halifax.

El nombre se registró por primera vez cerca del año de 1091 en la forma Halyfax, posiblemente del inglés antiguo halh-gefeaxe, que significa "campo de hierba gruesa en el rincón de la tierra".
La estación de radio local de Calderdale, Phoenix Radio 96.7 FM tiene sus estudios en Halifax, y el mensajero de la tarde, el periódico local de Calderdale, tiene sus oficinas en la ciudad.
La ciudad cuenta con clubes deportivos relativamente exitosos. Su club de la liga de rugby, Halifax RLFC, juega en el Campeonato Cooperativa. El equipo de fútbol de la ciudad, el FC Halifax Town participa en la Conferencia Nacional, en la quinta división del fútbol inglés.
Halifax es uno de los clubes con más historia de la liga de rugby en el juego, formada hace más de un siglo, en 1873. Conocido como 'Fax', los colores oficiales del club son aros azules y blancos, de ahí la década de 1990 el ex apodo: Los Medias Azules. Halifax es también uno de los veintidós clubes de rugby originales que formaron la Northern Rugby Football Union en 1895, convirtiéndose en uno de los primeros clubes de la liga de rugby del mundo.